# Diego de Santillana
Diego de Santillana est un maître verrier espagnol de la fin du XVe et du début du XVIe siècle, qui fut actif à Burgos.

## Biographie
Diego de Santillana a été un des maîtres verriers qui ont installé leur atelier à Burgos, comme Arnao de Flandes et Juan de Valdivieso. Ces maîtres verriers ont souvent collaboré pour participer à des chantiers de réalisation de vitraux dans les cathédrales.
Depuis son atelier de Burgos, il a réalisé des verrières pour la cathédrale de Palencia, la cathédrale d'Ávila, la cathédrale de León, la cathédrale d'Oviedo et la cathédrale de Saint-Jacques-de-Compostelle. Dans ses œuvres on peut ressentir les premières influences de l'art de la Renaissance italienne.
En 1497, avec Juan de Valdivieso il a réalisé le vitrail représentant la Vierge à l'Enfant de la chapelle centrale de  Nuestra Señora de Gracia du déambulatoire de la cathédrale d'Ávila. Ils ont aussi réalisé les vitraux du bras nord du transept.
Le 25 janvier 1498, il prit part au contrat déjà signé le 24 par Juan de Valdivieso avec le chapitre de la cathédrale d'Ávila, d'après Cean dans son dictionnaire qui lui donne le prénom de Juan au lieu de Diego
Par un document daté du 31 mai 1507, on sait qu'il a réalisé les vitraux de la bibliothèque de la cathédrale de León. Il a aussi fait les verrières de la chapelle de Vierge del Camino de la cathédrale. Le contrat a été passé à León le 17 juillet 1508 avec Diego de Santillana et Francisco de la Formosa, tous deux maîtres vitriers de Burgos. Il prévoit la réalisation de 15 verrières pour la chapelle principale (capilla mayor), le transept et la nef. Le travail a commencé le 1er mars 1509 devait être livré à la Saint-Michel de l'année suivante. Ils se sont ensuite engagés à faire les vitraux les chapelles de don Diego et don Gutierre. Le contrat pour la fabrication des verrières des autres fenêtres de la cathédrale a été formalisé le 24 octobre 1509 qui ont été terminées un an plus tard.
Le 11 avril 1509 il est payé pour des verrières qui ont été livrées dans la cathédrale d'Oviedo. Les contrats prévoyaient de nombreuses clauses pour la réalisation et le paiement des verrières et un paiement supplémentaire si le maître verrier pouvait réaliser le travail dans un délai plus court. Cela a été le cas dans le contrat signé le 19 octobre 1509, le chapitre de la cathédrale d'Oviedo   décida d'ajouter une clause prévoyant 20 000 maravédis supplémentaires pour cette diligence.
Il a dû réaliser dans les années 1510 un vitrail représentant saint Jacques pèlerin pour l'Hospital Real de Saint-Jacques-de-Compostelle.
Le 31 mai 1512, il signa le contrat pour la réalisation des verrières du monastère de San Francisco de Palencia. Il était précisé qu'elles devaient être terminées en septembre de la même année.
Le 17 décembre 1512, il s'engagea pour le chapitre de la cathédrale de Palencia à réaliser et poser des vitraux dans la cathédrale avec ses ouvriers. Le 20 décembre 1513 il était chargé de réaliser six vitraux pour les ouvertures rondes de la chapelle Nuestra Señora de la Blanca de la cathédrale,.